# Лъки (община)
Вижте пояснителната страница за други значения на Лъки.
Община Лъки се намира в Южна България и е една от съставните общини област Пловдив.

## География

### Географско положение, граници, големина
Община Лъки е разположена в най-южната част на област Пловдив. С площта си от 292,511 km2 заема 10 място сред 18-те общините на областта, което съставлява 4,88% от територията на областта. Границите ѝ са следните:
- на север и североизток – община Асеновград, област Пловдив
- на изток и югоизток – община Баните, област Смолян;
- на юг – община Смолян, област Смолян;
- на запад – община Чепеларе, област Смолян.

### Природни ресурси

#### Релеф
Релефът на общината е средно и високо планински. Територията ѝ изцяло попада в пределите на североизточни части на Западните Родопи.
По южната и югоизточната граница на общината, в посока югозапад-североизток се простира участък от средната част на мощния Переликско-Преспански дял на Западните Родопи. В него, по границата с Община Смолян и община Баните последователно се редуват върховете Преспа 2000,4 m (най-високата точка на община Лъки), Свобода (Ениханбаба, 1943,2 m), Белички връх 1599 m и Проглед 1578,8 m. От тях на север и северозапад се простират дълги, тесни и високи странични ридове, ограничени от дълбоко всечените долини на Юговска река и нейните притоци.
Между долините на Юговска река и лявата съставяща я Джурковска река на изток до границата с Община Чепеларе на запад, в пределите на община Лъки попадат североизточните части на Радюва планина с връх Хайдутска чука 1750 m, разположен южно от село Дряново.
От връх Преспа на север, между долините на реките Джурковска на запад и Манастирска (Имарет дере, дясна съставяща на Юговска река) и десният ѝ приток Крушевска река на изток се простира рида Манастирище. Височината на рида постепенно се понижава на север и завършва южно от град Лъки при съединяването на двете съставни реки Джурковска и Манастирска на Юговска река.
От връх Свобода на север и северозапад се отделя друг дълъг и тесен рид – Крушевска планина, която е ограничена на запад от долините на реките Манастирска и Крушевска, а на изток и североизток – от долината на Белишка река (десен приток на Юговска река). Височината на този рид също се понижава от юг на север и северозапад и завършва източно от град Лъки при устието на Белишка река в Юговска река.
В източната част на общината, от връх Проглед на северозапад се отделя поредния висок и тесен рид – Градище (Кръстова гора). Той се простира между дълбоките долини на реките Белишка на югозапад и Сушица (десен приток на Юговска река) на север и североизток, като завършва при устието на
Сушица в Юговска река.
Крайния северен район на община Лъки, между долините на Чепеларска река на север, Юговска река на запад и Сушица на юг се заема от югозападната част на рида Добростан. Тук най-високата точка е връх Логудево 1301,6 m. Северно от рида, в коритото на Чепеларска река, на границата с Община Асеновград се намира най-ниската точка на община Лъки – 435 m н.в.

#### Води
Община Лъки е изключително богата на повърхностни води. В най-северна ѝ част, по границата с Община Асеновград, на протежение около 5 km, протича участък от средното течение на Чепеларска река. В нея, отдясно при Юговското ханче на Републикански път II-86 се влива Юговска река (45 km), която е основна водна артерия на общината, и на която почти целия водосборен басейн попада в нейната територия. Юговска река се образува от сливането на Джурковска река (лява съставяща) и Манастирска река (Имарет дере, дясна съставяща) в град Лъки. За начало на Юговска река се приема Манастирска река, която води началото си от северното подножие на връх Преспа, а Джурковска река извира на територията на Община Смолян, северозападно от хижа „Момчил юнак“. След образуването си Юговска река тече на север в много дълбока и тясна долина, със стръмни склонове между ридовете Радюва планина на запад, Крушевска планина, Градище (Кръстова гора) и Добростан на изток. Северно от град Лъки отдясно в нея се влива Белишка река (20 km), а югоизточно от село Югово, също отдясно – река Сушица, на която горното течение е в Община Асеновград.

#### Климат
Община Лъки попада в континентално-средиземноморската климатична област. Влиянието на Бяло море оказва благоприятно въздействие върху климатичните условия. Зимата е сравнително мека, а планинският релеф смекчава летните горещини. Пролетта е дъждовна и краткотрайна, есента топла и продължителна. Средната годишна температура е 11,5 °C.
Преобладаващите ветрове са западните и южните. Средногодишната скорост на вятъра е 1,1 – 1,3 м/сек. По-висока средно месечна скорост на вятъра има през месеците февруари, март и април. С малко по-висока средна годишна скорост са ветровете с южни посоки.
Районът се характеризира със средно-годишна сума на валежите от 700 до 1100 л/m². Това валежно количество е благоприятно за развитието на дървесната, храстовата и тревната растителност. Сезонното разпределение на валежите е със зимен максимум през месец декември и пролетен през месец май.
В края на ноември и началото на декември температурата на въздуха става отрицателна, в резултат на което валежите падат във вид на сняг. Продължителността на снежна покривка се варира от 21,5 см в град Лъки до 1 м за летовище Хайдушки поляни, също в зависимост от надморската височина. В ниските части средната височина на снежната покривка е около 10 см и не се задържа дълго време.
Средната относителна влажност на въздуха не се изменя значително през различните сезони, като през периода април-октомври се задържа в границите 50 – 60%, а през зимата – 80%. Средната относителна влажност на въздуха е 72 – 85%, а средно за годината – 75%.
Продължителността на вегетационния период зависи от времето, през което средната температура на въздуха се задържа устойчиво над 10 °C. За района този период е 160 – 170 дни. В някои по-усойни места, макар и не всяка година, се получават късни пролетни и ранни есенни слани след началото и преди края на вегетационния период. Те причиняват известни вреди в развитието на растителността, но тъй като са сравнително рядко явление, имат ограничено значение.

## Население

### Етнически състав (2011)
Численост и дял на етническите групи според преброяването на населението през 2011 г.:
|                     | Численост | Дял (в %) |
| Общо                | 2902      | 100,00    |
| Българи             | 2572      | 88,63     |
| Турци               | 65        | 2,24      |
| Цигани              | 1         | 0,03      |
| Други               | 5         | 0,17      |
| Не се самоопределят | 44        | 1,52      |
| Неотговорили        | 215       | 7,41      |

### Населени места
Общината има 11 населени места с общо население от 2220 жители към 7 септември 2021 г.
| Населено място | Население (2021 г.) | Площ на землището km2 | Забележка (старо име)   | Населено място | Население (2021 г.) | Площ на землището km2 | Забележка (старо име)           |
| -------------- | ------------------- | --------------------- | ----------------------- | -------------- | ------------------- | --------------------- | ------------------------------- |
| Балкан махала  | 7                   | -                     | в з-щето на с. Манастир | Крушово        | 3                   | -                     | в з-щето на с. Манастир         |
| Белица         | 148                 | 61,812                |                         | Лъкавица       | 15                  | 16,258                |                                 |
| Борово         | 59                  | 29,614                |                         | Лъки           | 1646                | 9,779                 |                                 |
| Джурково       | 69                  | 14,674                |                         | Манастир       | 67                  | 63,834                |                                 |
| Дряново        | 143                 | 34,057                |                         | Югово          | 42                  | 42,561                |                                 |
| Здравец        | 21                  | 19,922                |                         | ОБЩО           | 2220                | 292,511               | 2 населени места са без землища |

## Административно-териториални промени
- Указ № 198/обн. 14.05.1923 г. – признава м. Джурково за с. Джурково;
- МЗ № 2820/обн. 14.08.1934 г. – преименува с. Карамуш на с. Кормисош;
- МЗ № 1695/обн. 27.09.1937 г. – заличава м. Средна махала поради изселване;
- Указ № 139/обн. 19.04.1960 г. – признава н.м. Лъки за отделно населено място – с. Лъки;
- Указ № 829/обн. 29.08.1969 г. – признава с. Лъки за гр. Лъки;
- Указ № 2294/обн. 26.12.1978 г. – заличава с. Кормисош и к. Среброто поради изселване;
- Указ № 2932/обн. 30.09.1983 г. – признава н.м. Здравец (от с. Джурково) за отделно населено място – с. Здравец;
- На основание §7 (т.3) от Закона за административно-териториалното устройство на Република България (ДВ, бр. 63/1995 г.) всички махали, колиби, гари, минни и промишлени селища придобиват статут на села.
- Реш. МС № 802/обн. 09.10.2012 г. – закрива селата Четрока и Чуката поради изселване.[3].

## Транспорт
През общината преминават частично 2 пътя от Републиканската пътна мрежа на България с обща дължина 51 km:
- началният участък от 33,2 km от Републикански път III-861 (от km 0 до km 33,2);
- началният участък от 17,8 km от Републикански път III-8611 (от km 0 до km 17,8).

## Топографска карта
- Лист от карта K-35-74. Мащаб: 1 : 100 000.